# Chapa Discos
Chapa Discos fue un sello discográfico español fundado en 1975, como sello subsidiario de la compañía Zafiro Records, por el periodista, productor y locutor de radio Vicente Romero "Mariscal".

## Historia

### Inicios
Durante la primera mitad de la década de los 70, habían proliferado en España grupos de rock como Burning, Tílburi o Triana, un movimiento que el disc-jockey de radio Vicente Romero "Mariscal" bautizó como "el rollo" desde su programa "Musicolandia", y desde las páginas de la revista "Disco Express". En 1975, el sello Movieplay, publicó el álbum Viva el Rolloǃǃ Vol.1, un disco recopilatorio que incluía temas de Tílburi, Burning, Volumen, Indiana y The Moon, además de dos temas interpretados por el propio Romero. Sin embargo, la discográfica, centrada en la promoción de la canción de autor, perdió interés en el rock y Romero buscó la forma de crear un sello propio, que sirviera de plataforma discográfica para las nuevas bandas de rock españolas. La oportunidad se la dieron los directivos de la compañía Zafiro Records, que acordaron la creación del sello subsidiario Chapa Discos.
Bajo la dirección de Mariscal Romero llegaron los primeros lanzamientos; Asfalto publica en 1978 su álbum homónimo, precedido por el sencillo "Capitán Trueno", que llegó a vender 350 000 copias. Los cántabros Bloque también publicaron su primer trabajo ese mismo año, un álbum grabado en tan sólo cinco días y producido por Mariscal Romero y Luis Soler, del que se extraen dos sencillos, "La Libre Creación/Nostalgia" y "Undécimo Poder/Abelardo y Eloísa". En 1979, Chapa lanzó Leño, álbum debut de la banda homónima, creada por Rosendo Mercado tras su marcha de Ñu. Fue el primero de los cuatro discos que la banda publicó con Chapa Discos, tres de estudio y uno en directo, superando, en conjunto, las 500 000 copias vendidas.

### Años 1980 y éxito comercial
A partir de 1982, comienza para la compañía, la etapa de mayor éxito comercial, especialmente gracias a dos bandas de heavy metal, Barón Rojo y Obus. En 1981, Chapa publicó el álbum debut de Barón Rojo, Larga vida al rock and roll, que llegó a ser certificado disco de oro. Su siguiente trabajo, Volumen brutal, grabado en los estudios Kingsway de Londres, consagró a la banda a nivel internacional alcanzando la certificación de disco de platino. Se grabó una copia en español y otra en inglés, destinada a su comercialización en Reino Unido y Europa, a través del sello Kamaflage. Tanto la versión en español como la inglesa triunfaron en Inglaterra, donde la banda actuó con éxito en el Festival de Reading y en otros lugares de Europa. La versión inglesa de «Resistiré» ("Stand Up" en inglés) fue escogida como sencillo europeo del año. El álbum fue incluido por la revista musical Al Borde en la lista de los 250 mejores de todos los tiempos como el 17º mejor álbum del rock en español de todos los tiempos. El otro gran activo de la discográfica en esta etapa fue el grupo Obus. La banda había sido fundada a principios de la década de los 80. Su debut en 1981 con el álbum Prepárate , marcó un hito en la historia del Heavy Metal español, al lograr el sencillo "Va a estallar el obús", alcanzar el número 1 de la lista 40 principales en España, algo inaudito en aquella época. En 1982 publicaron Poderoso como el Trueno (producido por Tino Casal) y en 1984, El que Más, el álbum que supuso su consagración absoluta y que marcó su punto más alto de ventas, tanto en España como en Latinoamérica.
En 1985, Chapa Discos conmemoró su 10 aniversario con la publicación de un álbum recopilatorio titulado Historia De Una Etiqueta 1975-1985, que recogía temas de bandas más emblemáticas que habían grabado para el sello, como Bloque, Asfalto, Tequila, Moris, Mermelada, Leño, Ñu, Crack, Kaka de Luxe, Topo, Cucharada, Paracelso, Obus, Barón Rojo, Panzer o Santa, acompañado de un libro escrito por Vicente Romero "Mariscal", en el que relata la creación del sello.
A finales de la década de los 80, Zafiro Records, la empresa matriz de Chapa Discos, fue absorbida por BMG Ariola y posteriormente, esta fue adquirida por Sony Music, actual propietaria del catálogo de Chapa Discos. En 2015, coincidiendo con el 40 aniversario de la fundación de Chapa, Sony reeditó en vinilo los 17 álbumes más emblemáticos del sello, tras su remasterización.

## Artistas de Chapa Discos[12]
- Araxes II
- Bloque
- Ñu
- Asfalto
- Union Pacific
- Cucharada
- Moris
- Tarántula
- Kaka de Luxe
- Mermelada
- Ira Roja
- Moon
- Topo
- Billy Karloff
- Leño
- Tapimán
- Borne
- Hot Panotxa
- Fruint
- La B.E.P.S.
- Mortimer
- Mezquita
- Cráter
- Mediterráneo
- Mermelada
- Crack
- Tacones
- Los Elegantes
- Paracelso y el Gran Wyoming
- Obus
- Barón Rojo
- Panzer
- Urano
- Express
- Sobredosis
- Santa
- Goliath
- Tritón